# Мала Иванча
Мала Иванча је насеље y Градској општини Сопот у Граду Београду. Према попису из 2022. било је 1619 становника

## Порекло становништва
По предању село је најпре било у “Пустој Иванчи“, одакле се преместило на данашње место између Рипња и Врчина на северу, и Малог Пожаревца на југу, и то око механе, где је и најстарији крај села. По предању, у атару овог села, на месту Орашју, била је нека црква.
На западној страни налази се насеље Раља (Сопот), југозападно је Поповић а североисточно од Мале Иванче налазе се Бегаљица и Гроцка.
У литератури нема помена о овоме селу све до 1822. године. У арачким списковима из те године помиње се Мала Иванча која је тада имала 22 куће. По попису из 1921. године. У селу је била 231 кућа са 1396 становника.
Предање вели да су село основали Бабићи, Јагодићи, и Савићи који не знају од куда су њихови стари дошли. Затим су дошли Божанићи из крагујевачке Каменице и Јеленићи (Кораћичани) из Кораћице. Предање вели да је село било мало и да није имало више од седам кућа. Остале су породице досељене и то: Жмурићи, који су се раније презивали Мирковићи, са Косова; Црногорци и Ђекићи из Црне Горе; Пузовићи из Босне; Стојковићи из околине Софије; Зрзуле из Драгачева; Богићевићи из Малог Пожаревца; Јерићи из Лисца (Драгачево); Јекићи из Буковика (Јасеница) и Срећковићи из Бугарске.
Мала Иванча је десетак година након Другог светског рата припојена општини Сопот, пре тога је у Срезу Гроцка чинила једну општину са Малим Пожаревцом, Сенајом и Шепшином. Године 1904. постала је самосталном општином у време када су Београд сачињавала два среза: Врачарски и Грочански. Мала Иванча је тада припадала Грочанском Срезу.
Београдски округ имао је 1913. године два среза:
- Срез Врачар који је обухватао: Бели Поток, Велики Мокри Луг, Велико Село, Винчу, Вишњицу, Жарково, Железник, Зуце, Јајинце, Калуђерицу, Кнежевац, Кумодраж, Лештане, Мали Мокри Луг, Миријево, Пиносаву, Ресник, Рипањ, Рушањ, Сланце и Чукарицу;
- Срез Гроцка обухватао je: Бегаљицу, Болеч, Брестове, Врчин, Гроцку, Дражањ, Заклопачу, Камендол, Малу Иванчу, Мали Пожаревац, Пударце, Ритопек, Сенају, Умчаре и Шепшин.

Године 1906. довршена је зграда за основну школу, која је наредне године прорадила.
Овде се налазе Стара кућа породице Жмурић, Железничка станица Мала Иванча и Језеро Трешња.

## Демографија
У насељу Мала Иванча живи 1389 пунолетних становника, а просечна старост становништва износи 42,2 година (40,5 код мушкараца и 43,9 код жена). У насељу има 560 домаћинстава, а просечан број чланова по домаћинству је 3,04.
Ово насеље је у великим делом насељено Србима (према попису из 2002. године), а у последња три пописа, примећен је пад у броју становника.
|  |

| Демографија | Демографија | Демографија |
| Година      | Становника  | Становника  |
| ----------- | ----------- | ----------- |
| 1948.       | 1.998       |             |
| 1953.       | 2.069       |             |
| 1961.       | 2.274       |             |
| 1971.       | 2.071       |             |
| 1981.       | 2.061       |             |
| 1991.       | 1.857       | 1.842       |
| 2002.       | 1.701       | 1.751       |

| Етнички састав према попису из 2002.‍ | Етнички састав према попису из 2002.‍ | Етнички састав према попису из 2002.‍ | Етнички састав према попису из 2002.‍ | Етнички састав према попису из 2002.‍ |
| ------------------------------------ | ------------------------------------ | ------------------------------------ | ------------------------------------ | ------------------------------------ |
|                                      |                                      |                                      |                                      |                                      |
| Срби                                 | Срби                                 |                                      | 1.647                                | 96,82%                               |
| Роми                                 | Роми                                 |                                      | 9                                    | 0,52%                                |
| Македонци                            | Македонци                            |                                      | 6                                    | 0,35%                                |
| Југословени                          | Југословени                          |                                      | 4                                    | 0,23%                                |
| Црногорци                            | Црногорци                            |                                      | 3                                    | 0,17%                                |
| Хрвати                               | Хрвати                               |                                      | 2                                    | 0,11%                                |
| Муслимани                            | Муслимани                            |                                      | 2                                    | 0,11%                                |
| Немци                                | Немци                                |                                      | 1                                    | 0,05%                                |
| Мађари                               | Мађари                               |                                      | 1                                    | 0,05%                                |
| Бугари                               | Бугари                               |                                      | 1                                    | 0,05%                                |
| Албанци                              | Албанци                              |                                      | 1                                    | 0,05%                                |
| непознато                            | непознато                            |                                      | 11                                   | 0,64%                                |

| Година пописа     | 1948. | 1953. | 1961. | 1971. | 1981. | 1991. | 2002. |
| ----------------- | ----- | ----- | ----- | ----- | ----- | ----- | ----- |
| Број домаћинстава | 451   | 461   | 570   | 558   | 604   | 555   | 560   |

| Број чланова      | 1   | 2   | 3  | 4  | 5  | 6  | 7  | 8 | 9 | 10 и више | Просек |
| ----------------- | --- | --- | -- | -- | -- | -- | -- | - | - | --------- | ------ |
| Број домаћинстава | 144 | 125 | 85 | 85 | 53 | 47 | 13 | 3 | 2 | 3         | 3,04   |

| Пол    | Укупно | Неожењен/Неудата | Ожењен/Удата | Удовац/Удовица | Разведен/Разведена | Непознато |
| ------ | ------ | ---------------- | ------------ | -------------- | ------------------ | --------- |
| Мушки  | 705    | 179              | 450          | 41             | 30                 | 5         |
| Женски | 737    | 110              | 448          | 153            | 22                 | 4         |
| УКУПНО | 1.442  | 289              | 898          | 194            | 52                 | 9         |

| Пол    | Укупно                    | Пољопривреда, лов и шумарство | Рибарство                            | Вађење руде и камена | Прерађивачка индустрија       |
| ------ | ------------------------- | ----------------------------- | ------------------------------------ | -------------------- | ----------------------------- |
| Мушки  | 336                       | 35                            | 0                                    | 0                    | 61                            |
| Женски | 162                       | 34                            | 0                                    | 0                    | 25                            |
| УКУПНО | 498                       | 69                            | 0                                    | 0                    | 86                            |
| Пол    | Производња и снабдевање   | Грађевинарство                | Трговина                             | Хотели и ресторани   | Саобраћај, складиштење и везе |
| Мушки  | 4                         | 34                            | 31                                   | 4                    | 108                           |
| Женски | 0                         | 2                             | 21                                   | 3                    | 19                            |
| УКУПНО | 4                         | 36                            | 52                                   | 7                    | 127                           |
| Пол    | Финансијско посредовање   | Некретнине                    | Државна управа и одбрана             | Образовање           | Здравствени и социјални рад   |
| Мушки  | 0                         | 10                            | 15                                   | 4                    | 10                            |
| Женски | 2                         | 7                             | 6                                    | 15                   | 23                            |
| УКУПНО | 2                         | 17                            | 21                                   | 19                   | 33                            |
| Пол    | Остале услужне активности | Приватна домаћинства          | Екстериторијалне организације и тела | Непознато            | Непознато                     |
| Мушки  | 13                        | 0                             | 4                                    | 3                    | 3                             |
| Женски | 2                         | 0                             | 0                                    | 3                    | 3                             |
| УКУПНО | 15                        | 0                             | 4                                    | 6                    | 6                             |